# Federico Escobedo Tinoco
Federico Escobedo Tinoco (Salvatierra, Guanajuato, 8 de febrero de 1874 - Puebla, Puebla, 13 de noviembre de 1949) fue un traductor, sacerdote, escritor y académico mexicano.

## Semblanza biográfica
Fue hijo de Porifiria Tinoco y Leandro Escobedo, quien fuera regidor, político y opositor a las Leyes de Reforma. Federico realizó sus primeros estudios en su ciudad natal en el colegio de la Purísima Concepción. Siendo apoyado por el párroco Tirso Rafael Córdoba, se trasladó a Puebla para ingresar al Seminario Palafoxiano en donde estudió Humanidades y lengua latina. En 1889 ingresó a la Compañía de Jesús en el Colegio Noviciado de San Simón de Michoacán. En 1894 viajó a España para estudiar Filosofía en el Colegio Máximo de Oña, localidad de la provincia de Burgos. Regresó a México e impartió clases en el Colegio Noviciado de San Simón, en el Colegio de San Juan Nepomuceno de Saltillo y en el Colegio de Mascarones en la Ciudad de México.
En 1899, por razones familiares, renunció a la Compañía de Jesús y se ordenó sacerdote. De 1900 a 1914 impartió cátedra en el Seminario Palafoxiano y paralelamente, desde 1908, en la Universidad Católica Poblana.
Se dedicó a la traducción y enseñanza de la literatura clásica en lengua latina. Debido a su trabajo, la Academia de la Arcadia de Roma le otorgó el título de árcade romano con el seudónimo de Tamiro Miceneo.
En 1914, durante el desarrollo de los acontecimientos de la Revolución mexicana, fue nombrado miembro correspondiente de la Academia Mexicana de la Lengua, al mismo tiempo se hacía cargo —provisionalmente— de la arquidiócesis de Puebla. Tres años más tarde fue elegido miembro de número, tomó posesión de la silla XII el 14 de abril de 1917 con el discurso "Manzoni en México", el cual, fue contestado por José López Portillo y Rojas. El 4 de octubre de 1918 fue nombrado miembro correspondiente de la Real Academia Española.
En 1921 fue designado párroco de Teziutlán, lugar en donde se dedicó a la traducción del latín al idioma español de la Rusticatio mexicana de Rafael Landívar, el trabajo fue publicado en 1925 bajo el título de Geórgicas mexicanas por la Secretaría de Educación Pública. En 1927, durante los acontecimientos de la Guerra Cristera, fue conducido y recluido en la guarnición de la Ciudad de México.  Días más, tarde pudo regresar a su parroquia, y años más tarde, fue designado canónigo de Puebla. Llegó a pertenecer al grupo literario Bohemia Poblana siendo uno de sus miembros más distinguidos, el grupo reunió a gran parte de la intelectualidad poblana, después de su muerte el grupo promovió que se dedicara un parque y un busto en su nombre ubicado en la calle 16 de Septiembre y 21 Oriente de la ciudad de Puebla.
En 1940, fue nombrado miembro correspondiente de la Academia Colombiana de la Lengua. Escribió más de cincuenta títulos de libros, folletos y composiciones sueltas; entre ellos se encuentran Carmina latina, Odas breves y Madrigales marianos. Murió el 13 de noviembre de 1949 en la ciudad de Puebla.